# Marcelo Rubio Ruiz
Marcelo Rubio Ruiz (Santa Rosalía, Baja California Sur, 27 de octubre de 1932 - La Paz, Baja California Sur, 6 de enero de 1977). Fue un político mexicano, miembro del Partido Revolucionario Institucional, quien fue Senador por su estado natal.
Marcelo Rubio Ruiz nació en Santa Rosalía, Baja California Sur, donde realizó sus estudios básicos, posteriormente se trasladó a La Paz donde cursó la secundaria y la Escuela Normal, trasladándose posteriormente a México, D. F., donde egresó como Licenciado en Educación Cívica por Escuela Normal Superior de México. Se desempeñó como Director de la Escuela Normal de Baja California Sur, Delegado de la Secretaría de Educación Pública en el estado, Presidente del comité regional del PRI y Secretario General de Gobierno del estado nombrado por el gobernador Ángel César Mendoza Arámburo.
Electo Senador por su estado en 1976, asumió el cargo el 1 de septiembre del mismo año para el periodo que terminaría en igual fecha de 1982, sin embargo, falleció en La Paz, el 6 de enero de 1977.